# 前田憂佳
前田憂佳（1994年12月28日 - ），為 Hello!Project 內 Hello!Project Eggs 成員之一，亦是Eggs內共生植樹隊、S/mileage的成員。身高160cm（2011年9月最新）、血型為 B型。出生於千葉縣。官方暱稱為，其他暱稱為。於2011年12月31日從S/mileage及早安家族畢業。

## 略歷
2004年
- 在「ハロプロ エッグ オーディション2004」中合格，成為Hello! Project Egg的一員。

2005年
- 10月8日~10月10日 在「『モーニング娘。“熱っちぃ地球を冷ますんだっ。”文化祭2005』in 横浜」中，「共生植樹隊」被披露。

2006年
- 7月31日 JNN電視台放映的戲劇「がきんちょ～リターン・キッズ～」的第1集中，以「あおい」的角色出演。
- 9月2日、3日 在SHIBUYA-AX舉行的鄉村少女組｡演唱會中，在Encore中演出。
- 9月8日 在「がきんちょ～リターン・キッズ～」出演，演唱劇插入曲「世界は僕らを待っている」並製成CD發售。最初是只在網路上通信販賣，在大受好評後，9月底開始也在一般的CD店中販賣。

2007年
- 2月1日 開始官方部落格「Hi！ゆうか情報局」開設。

2008年
- 6月 早安少女組。和寶塚歌劇團的合作音樂劇『シンデレラ』，被選為應援特別團體「High-King」的成員。
- 9月20日 在お台場アクアアリーナ舉行的「しゅごキャラ！まつり」中，發表被選為新團體「しゅごキャラエッグ!」的成員。

2009年
- 8月13日～8月23日 出演音樂劇「しゅごキャラ！」，飾演日奈森亞夢
- 8月26日，從しゅごキャラ！卒業  」
- 11月11日～11月19日 出演舞台劇「恋するハローキティ」

2010年
- 2月26日 Twitter、Ameba Blog開始。
- 3月3日 和福田花音擔任Inter FM「FIVE STARS」星期三的DJ。
- 3月27日 從Hello! Project Egg畢業。
- 4月4日 爲《變身！公主偶像》中的高城蕾拉配音。

2011年
- 12月31日 於「S/mileage Mega Bank vol.4」 出演完畢後，從スマイレージS/mileage及早安家族畢業。

## 參與團體
- Hello! Project Egg(2004年 - 2010年)
- 共生植樹隊（2005年 - 2011年）
- High-King（2008年 - 2011年）
- しゅごキャラエッグ！（2008年 - 2009年）
- S/mileage（2009年 - 2011年）

## CD

### 單曲
- 共生植樹隊　とも生き：木を植えたい

- High-King

1. C\C(シンデレラ\コンプレックス)（2008年6月11日）
  - c/w:

- 守護甜心EGG!

1. (2008年12月10日)
  - c/w：
2. (2009年2月25日)
  - c/w：

- S/mileage

1. （2009年6月7日）
2. （2009年9月23日）
3. （2009年11月23日）
4. （2010年3月14日）
5. （2010年5月26日）
6. （2010年7月28日）

### 專輯
- 共生植樹隊

1. (2006年12月20日)
2. （2008年12月10日）

### 其他
1. （2009年5月27日）
2. School Days（2009年9月2日）

※以c/w曲「しゅごキャラエッグ!Version」的名義，收錄在守護者4的單曲中。

## DVD

### 映像
- 前田憂佳【純白】（2010年8月4日發售）

## 書籍

### 寫真集
1. 『 前田憂佳 15才 』（2010年7月23日）

## 外部連結
- スマイレージ Powered by Ameba
- http://twitter.com/yuukamaeda （页面存档备份，存于）